# Kabinett Chautemps I

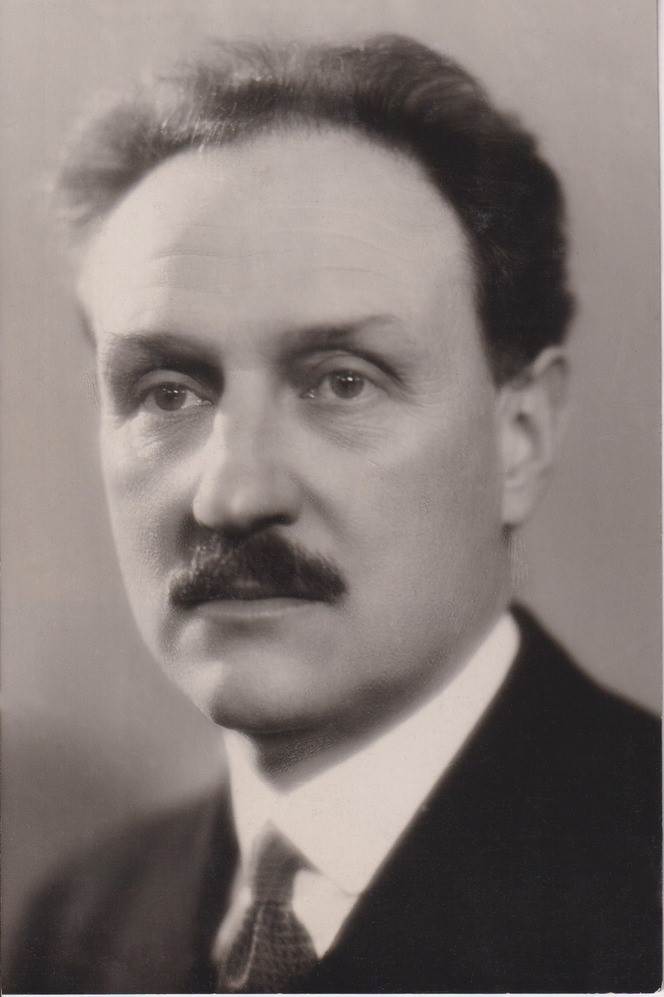
Camille Chautemps

Das erste Kabinett Chautemps war eine Regierung der Dritten Französischen Republik. Es wurde am 21. Februar 1930 von Premierminister (Président du Conseil) Camille Chautemps gebildet und löste das Kabinett Tardieu I ab. Es blieb bis zum 25. Februar 1930 im Amt und wurde vom Kabinett Tardieu II abgelöst.
Dem Kabinett gehörten Vertreter folgender Parteien an: Parti républicain, radical et radical-socialiste (PRRRS), Parti républicain-socialiste (PRS), Radicaux indépendants (RI) und Parti socialiste français (PSF) sowie Abweichlern der Alliance démocratique (AD).

## Kabinett
Dem Kabinett gehörten folgende Minister an:
- Premierminister: Camille Chautemps (PRRRS)
- Minister des Inneren: Camille Chautemps
- Justizminister: Théodore Steeg (PRRRS)
- Außenminister: Aristide Briand (PRS)
- Finanzminister: Charles Dumont[1] (AD)
- Minister für den Haushalt: Maurice Palmade[2] (PRRRS)
- Kriegsminister: René Besnard (PRRRS)
- Minister für Marine: Albert Sarraut (PRRRS)
- Minister für öffentlichen Unterricht und Kunst: Jean Durand (PRRRS)
- Minister für öffentliche Arbeiten: Édouard Daladier (PRRRS)
- Minister für Handel und Industrie: Georges Bonnet (PRRRS)
- Landwirtschaftsminister: Henri Queuille (PRRRS)
- Minister für die Kolonien: Lucien Lamoureux[3] (PRRRS)
- Minister für Arbeit, Gesundheit, Wohlfahrt und Sozialversicherung: Louis Loucheur (RI)
- Minister für Renten: Claudius Gallet[4] (PRRRS)
- Minister für Luftfahrt: Laurent Eynac (RI)
- Minister für Post, Telegraphie und Telefonie: Julien Durand[5] (PRRRS)
- Minister für die Handelsmarine: Charles Daniélou[6] (RI)

### Unterstaatssekretäre
Dem Kabinett gehörten folgende Sous-secrétaires d’État an:
- Premierminister: Adrien Berthod[7] (PRRRS)
- Innenministerium: Paul Marchandeau (PRRRS)
- Kriegsministerium: Charles Lambert[8] (PRRRS)
- Marineministerium: Robert Bellanger[9] (PRRRS)
- Ministerium für Unterricht und Kunst, hier Sportunterricht: Henry Paté[10] (RI)
- Ministerium für Unterricht und Kunst; hier technische Ausbildung: César Chabrun[11] (PSF)
- Ministerium für Unterricht und Kunst; hier schöne Künste: Léo Bouyssou[12] (PRRRS)
- Ministerium für öffentliche Arbeiten: Étienne Charlot[13] (PRS)
- Ministerium für Landwirtschaft: Louis de Chappedelaine[14] (RI)
- Kolonialministerium: Léon Archimbaud[15] (PRRRS)
- Ministerium für Arbeit; hier Hygiene: Marius Roustan[16] (RI)

## Historische Einordnung
Das Kabinett Chautemps I erhielt bei seiner Vorstellung in der Abgeordnetenkammer keine Mehrheit und trat umgehend zurück.